# Општина Трговиште (Бугарска)
Општина Трговиште се налази у Бугарској и према процени бугарског статистичког завода од 21. јула 2005. године има 75.158 становника који живе у 52 насељена места.

### Списак насељених места
У општини постоји 1 градско насеље и 51 село:
- Алваново,
- Александрово,
- Бајачево,
- Бистра,
- Божурка,
- Братово,
- Бујново,
- Буховци,
- Вардун,
- Васил Левски,
- Гољамо Ново,
- Гољамо Соколово,
- Горна Кабда,
- Давидово,
- Драгановец,
- Дралфа,
- Далгач,
- Здравец,
- Копрец,
- Кошничари,
- Кралево,
- Кршно,
- Лиљак,
- Ловец,
- Макариополско,
- Маково,
- Миладиновци,
- Мировец,
- Момино,
- Надарево,
- Овчарово,
- Осен,
- Острец,
- Пајдушко,
- Певец,
- Подгорица,
- Преселец,
- Пресијан,
- Пресјак,
- Пробуда,
- Пролаз,
- Разбојна,
- Ралица,
- Росина,
- Руец,
- Стража,
- Саединение,
- Тврдинци,
- Трговиште,
- Трновца,
- Цветница,
- Черковна